# Ghent Kangri
Le Ghent Kangri est une montagne située dans une zone revendiquée par l'Inde et le Pakistan. Il culmine à 7 401 mètres d'altitude et se situe dans les monts Saltoro dans la chaîne du Karakoram.
La première ascension du Ghent Kangri est effectuée en 1961 par une expédition autrichienne menée par Erich Waschak. Wolfgang Axt atteint seul le sommet le 4 juin.